# Mammillaria geminispina
Mammillaria geminispina, conocida como biznaga de chilitos en el estado de Hidalgo, es una especie perteneciente a la familia Cactaceae. Es endémico de San Luis Potosí, Guanajuato, Querétaro México. Su hábitat natural son los áridos desiertos.

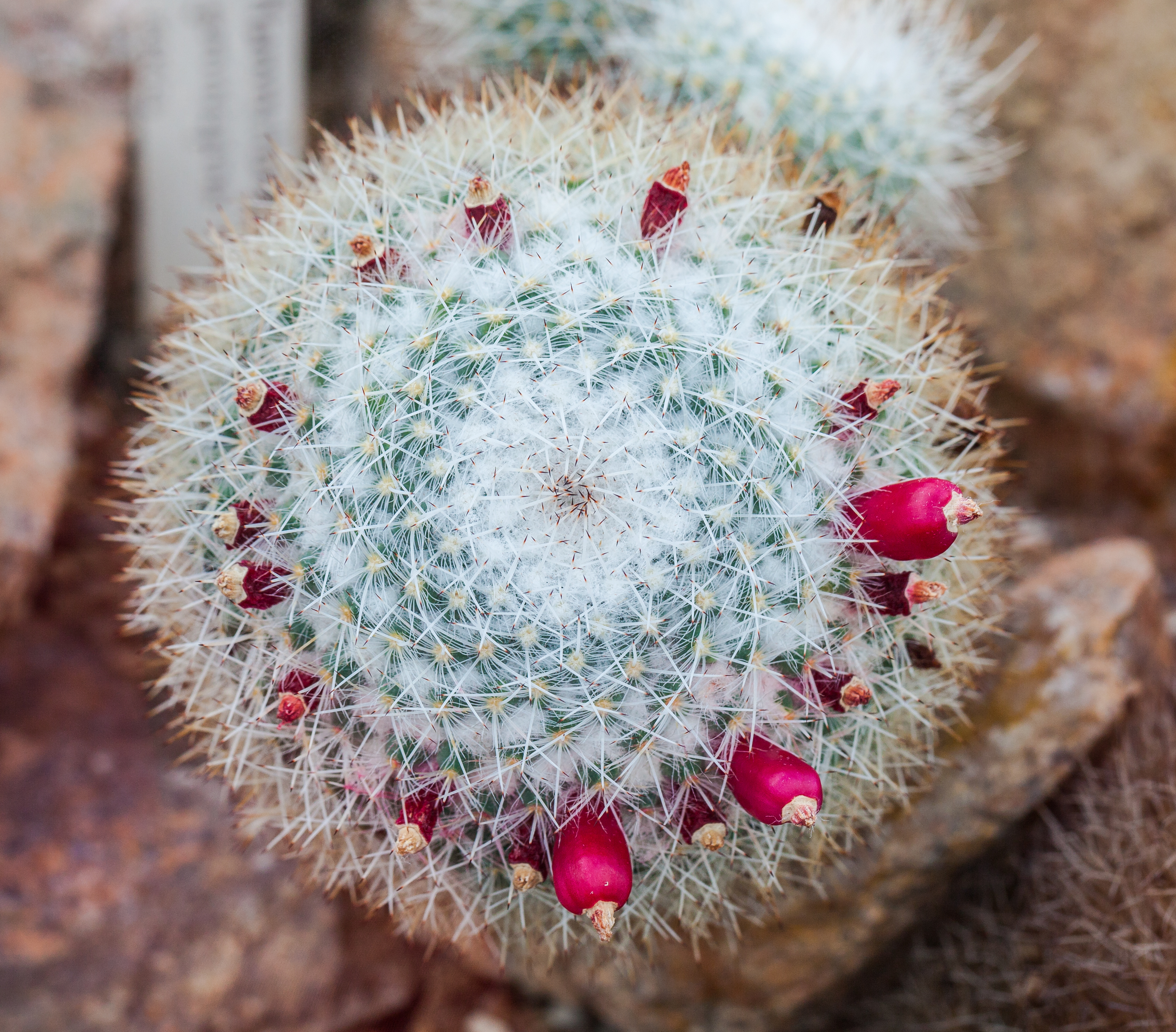
Planta con flor.

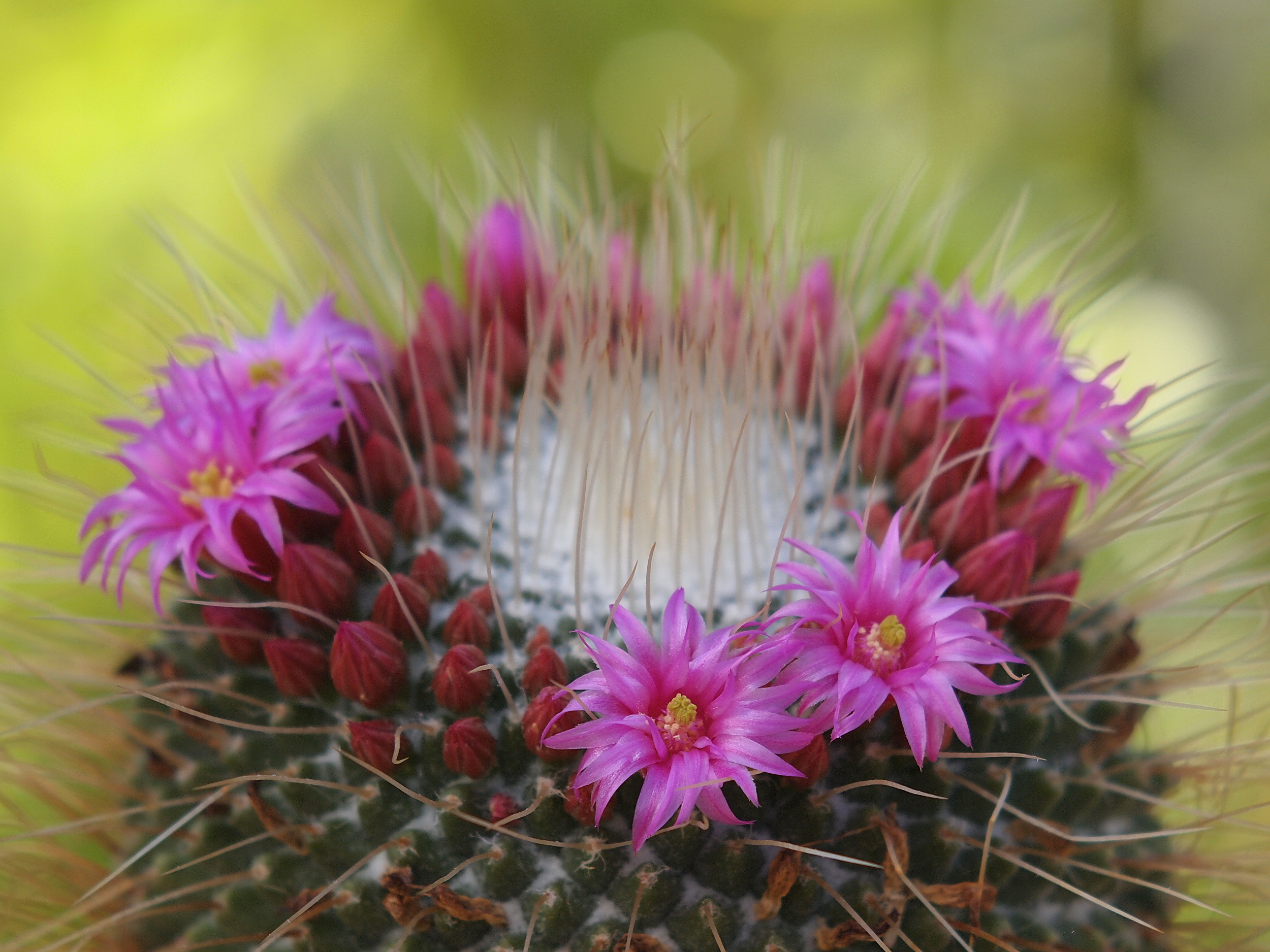
Flores.

## Descripción
Es una planta perenne carnosa y globosa con las hojas transformadas en espinas. Tiene un cuerpo cilíndrico corto con una altura de hasta 18 cm y un diámetro de hasta 8 cm. Tiende a formar grandes colonias, en grupos cerrados. Tiene 16 a 20 espinas blancas de sólo 5-7 mm de largo. Y hasta 4 espinas centrales. Las flores son de color rosa oscuro con rojo carmín con un centro oscuro y un tamaño de hasta 2 cm de diámetro. El fruto es rojo. Las semillas son de color marrón.

## Taxonomía
Mammillaria geminispina fue descrita por Adrian Hardy Haworth y publicado en Philosophical Magazine and Journal 63: 42, en el año 1824.
Etimología
Mammillaria: nombre genérico que fue descrita por vez primera por Carolus Linnaeus como Cactus mammillaris en 1753, nombre derivado del latín mammilla = tubérculo, en alusión a los tubérculos que son una de las características del género.
geminispina, epíteto que deriva del latín de las palabras gemini = "doble" y la spina = "espina", de refiriéndose a las dos espinas centrales que suele presentar.
Sinonimia
- Mammillaria elengans
- Mammillaria leucocentra
- Mammillaria albata[5]